# Розщеплення змінної
Розще́плення змі́нної (англ. Split Temporary Variable) — прийом рефакторингу, що дозволяє зменшити складність всередині методу, зробити метод простим для розуміння і полегшити подальшу роботу з ним.

## Проблема
Є локальна змінна, яка використовується для зберігання різноманітних значень всередині методу (не рахуючи змінних циклів).

Приклад C#:
```
double
 
temp
 
=
 
2
 
*
 
(
height
 
+
 
width
);

Console
.
WriteLine
(
temp
);

temp
 
=
 
height
 
*
 
width
;

Console
.
WriteLine
(
temp
);

```

## Рішення
Використати різні змінні для різних значень. Кожна змінна повинна відповідати тільки за одну певну річ.

Приклад C#:
```
readonly
 
double
 
perimeter
 
=
 
2
 
*
 
(
height
 
+
 
width
);

Console
.
WriteLine
(
perimeter
);

readonly
 
double
 
area
 
=
 
height
 
*
 
width
;

Console
.
WriteLine
(
area
);

```

## Причини рефакторингу
Якщо в процесі написання коду було «зекономлено» змінні всередині функції і повторно використано їх для різноманітних непов'язаних між собою цілей, то обов'язково почнуться проблеми в той момент, коли потрібно буде внести якісь оновлення в код, що містить ці змінні. Доведеться перевірити декілька разів усі випадки використання змінної, щоб впевнитись у відсутності помилки в коді.

## Переваги
1. Кожен елемент програми повинен відповідати тільки за одну річ. Це значно спрощує підтримку коду в майбутньому, оскільки можна спокійно змінити цей елемент, не побоюючись побічних ефектів.
2. Покращується читабельність коду. Якщо змінна створювалася дуже давно, та ще і в поспіху, вона могла дістати елементарну назву, яка не пояснює суті значення, що зберігається, наприклад, k, n, value і так далі. Є шанс виправити ситуацію, призначивши новим змінним хороші назви, що відображають суть значень, що зберігаються. Наприклад, customerTaxValue, cityUnemploymentRate, clientSalutationString і так далі.
3. Цей рефакторинг допомагає надалі виділити ділянки коду, що повторюються, в окремі методи.

## Порядок рефакторингу
1. Потрібно знайти місце в коді, де змінна вперше заповнюється якимось значенням. У цьому місці перейменуйте цю змінну, причому нова назва повинна бути зрозумілою і відповідати її значенню.
2. Підставити її нову назву замість старої в місцях, де використовувалося це значення змінної.
3. Повторити операцію для інших випадків, де змінній присвоюється нове значення.

## Анти-рефакторинг
- Вбудовування змінної

## Схожі рефакторинги
- Відокремлення змінної
- Видалення привласнень параметрам

## Допомагає іншим рефакторингам
- Відокремлення методу